# Aleksej Arakčejev
Grof (od 1799.) Aleksej Andrejevič Arakčejev (ruski: Алексе́й Андре́евич Аракче́ев), Novgorodska gubernija, Rusko Carstvo, 23. rujna (4. listopada) 1769. – Gruzino, Novgorodska gubernija, 21. travnja (3. svibnja) 1834.; ruski državnik i vojni zapovjednik koji je uživao ogromno povjerenje Aleksandra I, naročito u drugoj polovici njegove vladavine (uveo je strog režim koji su njegovi protivnici nazvali "arakčejevštinom"). Reformator ruskog topništva, general topništva (1807.), glavni zapovjednik vojnih naselja (od 1817.). Prvi posjednik dvorca i parka u Gruzinu (koji se nije očuvao). Veliki ljubitelj muštre i vojnih vježbi.